# Bitwa pod Hittin
Bitwa pod Hittin (zwana też bitwą pod Hattin oraz bitwą pod Rogami Hittinu) – bitwa lądowa, która miała miejsce 4 lipca 1187 roku, pomiędzy wojskami chrześcijańskimi pod wodzą króla Gwidona z Lusignan a wojskami muzułmańskimi sułtana Saladyna.
Armia muzułmańska pod wodzą Saladyna zabiła albo pojmała większość sił Krzyżowców, przesądzając wynik wojny. Głównym rezultatem bitwy było to, że siły muzułmanów stały się najsilniejszym zgrupowaniem wojsk w Ziemi Świętej, odbiły Jerozolimę i dużo innych ziem.

## Tło bitwy
Saladyn zebrawszy ogromną armię rozpoczął świętą wojnę z Krzyżowcami w celu zdobycia Królestwa Jerozolimy. Rozejm został złamany przez chrześcijan, którzy napadli i ograbili muzułmańską karawanę. 30 czerwca 1187 r. Saladyn przekroczył Jordan. Po rozbiciu obozu 15 km od obozu Krzyżowców w Seforis, sułtan wystawił część wojsk, które przystąpiły do uderzenia na Tyberiadę. Miasto padło, zaś twierdza utrzymała się i była broniona przez łacinników pod dowództwem Eschivy, żony Rajmunda z Trypolisu.
Za namową wielkiego mistrza templariuszy Gerarda de Ridefort król Gwidon 3 lipca postanowił iść na pomoc oblężonej przez wojska Saladyna w Tyberiadzie Eschivie. Nie posłuchał przy tym rozsądnych rad samego Rajmunda, aby się powstrzymać od tego kroku, albowiem ani czas, ani miejsce nie sprzyjały Frankom i wojsko nie miało przygotowanych odpowiednich zapasów wody na wyprawę. Poza tym uznał, że ważniejsze jest dobro i bezpieczeństwo Królestwa Jerozolimskiego (troska o nienarażanie armii na klęskę i utraty możliwości ofensywnych i defensywnych państwa) i w tym celu gotów był poświęcić Tyberiadę wraz z obecną tam żoną. Ponadto, obozowisko w Seforii miało dobre zaopatrzenie w wodę i paszę dla koni, a Gwidon nie zdążył zabrać na wyprawę dostatecznych zapasów wody.

## Liczebność stron
Krzyżowcy: 14 500. Wśród nich było 1500 ciężkozbrojnych rycerzy, 3000 lekkiej jazdy – turkopoli i 10 000 piechoty i łuczników. Twierdz i zamków Królestwa strzegły nieliczne garnizony.

Saraceni: 20 000. Wśród nich było 12 000 zawodowej jazdy, w tym oddziały mameluków, którzy opancerzeniem nie ustępowali europejskim rycerzom. Reszta armii to 8000 piechoty, w tym piesi ochotnicy zwani Muttawija.

## Czas i miejsce bitwy
Do starcia doszło pomiędzy wzgórzami znanymi jako Rogi Hittinu, nieopodal wioski Hittin (Hattin) – dzisiejsze Kefar Zejtim w Izraelu, około 10 km na zachód od jeziora Genezaret. Miało ono miejsce 4 lipca, w dniu świętego Marcina, patrona chrześcijańskich rycerzy, zwanego – z racji przypadających na ten okres największych w tej części świata upałów – Wrzącym.

## Bitwa

### 3 lipca
Armia krzyżowców, która 3 lipca 1187 roku wyruszyła w kierunku Tyberiady, podzielona była na 3 zgrupowania. Strażą przednią dowodził Rajmund z Trypolisu, ariergarda (straż tylna) znalazła się pod rozkazami Baliana z Ibelinu. Zaś głównymi siłami, idącymi pośrodku armii kierował król Gwidon de Lusignan.
Oddziały Saladyna pierwsze przypuściły szturm na pozycje krzyżowców, uderzając ze skrzydeł. Atak ten przypuściła lekka jazda, pod dowództwem Taki ad-Dina. Zarówno wysokie temperatury, jak i brak zapasów wody spowolniły marsz krzyżowców. Sprawiło to, że postanowili oni skierować swoje oddziały ku Hittin, gdzie liczyli na zdobycie zapasów wody. Uniemożliwiło to uderzenie Saladyna na trzon armii chrześcijańskiej, która kilkakrotnie zmuszona była odtwarzać szyki. Konnica Taki ad-Dina w międzyczasie zablokowała drogę do Hittin. Gwidon zatem wydał rozkaz rozbicia obozu na noc 5 km przed Hittin, mając zamiar kontynuować marsz oraz walkę nazajutrz. Z uwagi na ciągłe zagrożenie ze strony muzułmańskiej armii, piechota pozostawała w szyku bojowym całą noc.

### 4 lipca
Nad ranem Saladyn zakończył zamykać pierścień okrążenia wokół oddziałów Gwidona. Straż przednia została zaatakowana przez Taki ad-Dina, a na straż tylną Baliana uderzyła turkmeńska jazda Kukburiego. Ten zmasowany atak muzułmański wywołał panikę piechurów, którzy w poszukiwaniu wody pitnej uciekali, przez Rogi Hittinu, ku jezioru Genezaret. Balian z Ibelinu zdołał wydostać się z okrążenia ratując część swoich oddziałów. Chcąc przełamać okrążenie straż przednia dowodzona przez Rajmunda z Trypolisu uderzyła na mameluków. Muzułmanie jednak rozstąpili się i atak ciężkiej kawalerii poszedł w próżnię, a następnie zamknęli okrążenie, odcinając piechotę frankijską od jazdy. Piechota wraz z pozostałymi rycerzami oraz królem została odrzucona na Rogi Hattin. Chrześcijanie próbowali wielokrotnie kontrataków, za każdym razem jednak cofali się z ogromnymi stratami, coraz bardziej zmęczeni i spragnieni, pozbawieni wody. Kolejne ataki muzułmanów przyniosły w końcu sukces, jako ostatni padł czerwony namiot króla jerozolimskiego. W ich ręce dostała się relikwia Świętego Krzyża, zginął też dzierżący ją w rękach biskup Akki.

### Po bitwie
Straty krzyżowców wyniosły około 10 000 zabitych oraz wziętych do niewoli. Około 3 000 żołnierzy (głównie ze straży tylnej i przedniej) udało się uciec z pola bitwy, głównie dzięki manewrowi Baliana z Ibelinu. Straty wojsk Saladyna są trudne do ustalenia.
Do niewoli dostał się król i najznakomitsi dygnitarze królestwa w tym Amalryk II, Wilhelm V z Montferratu, Gérard de Ridefort, Humphrey IV z Toronu, Hugh z Jabali, Plivain z Botronu i Hugh z Gibeletu. Spośród pojmanych Renald z Châtillon, najbardziej znienawidzony przez Saladyna, został przez niego stracony osobiście. Zginęli też – po odmowie przejścia na islam – prawie wszyscy pojmani rycerze zakonni, z wyjątkiem wielkiego mistrza templariuszy Gerarda de Rideforta, który najprawdopodobniej był na usługach Saladyna. Spośród jeńców świeccy możni zostali potraktowani godnie, a ludzi niskiego stanu oddano w niewolę.

## Konsekwencje

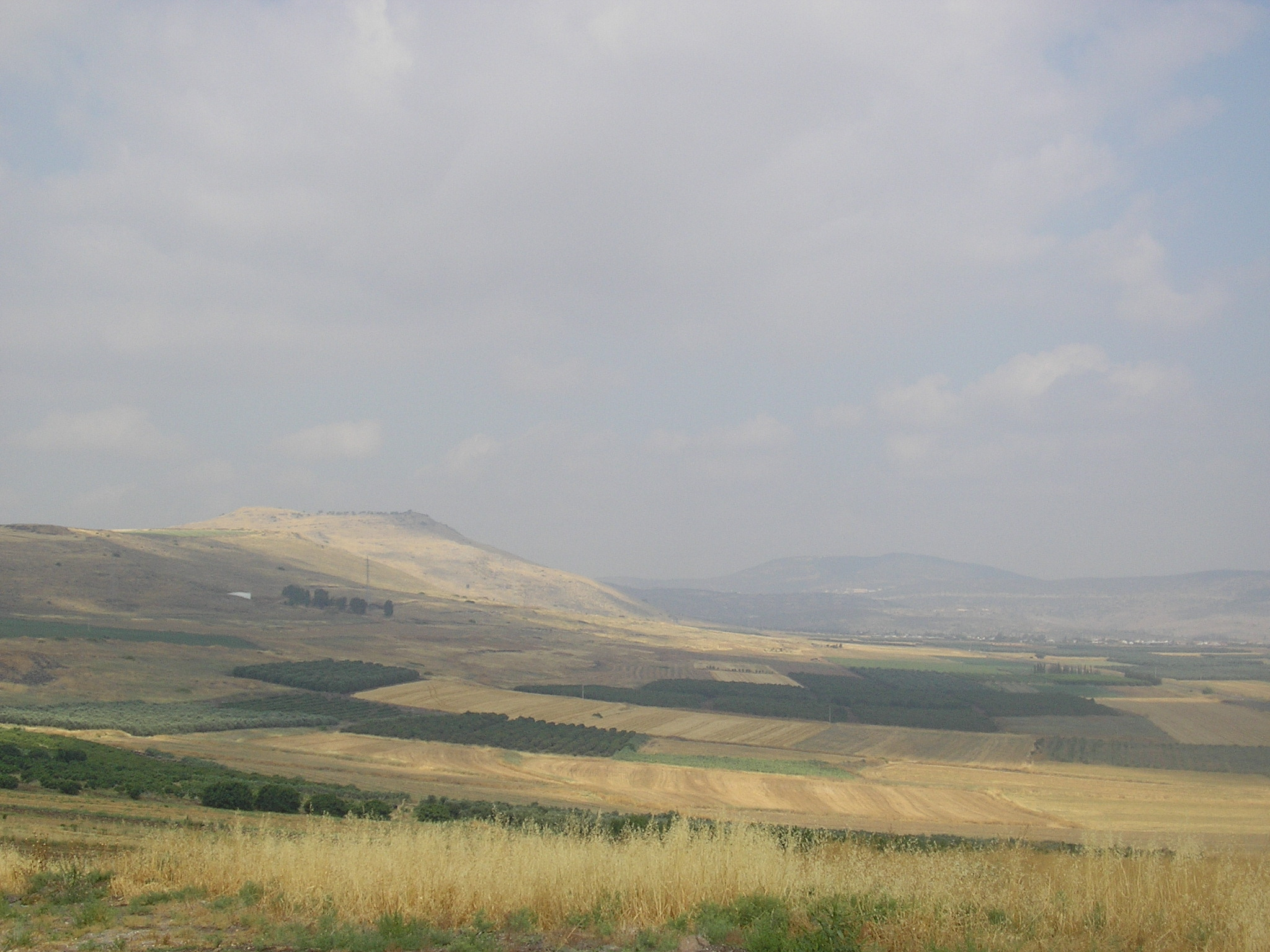
Rogi Hittinu widziane od wschodu (2005)

Pod Hittinem zniszczona została największa armia, jaka kiedykolwiek została wystawiona przez Królestwo Jerozolimskie. Chrześcijanie utracili Relikwię Krzyża Świętego. Bitwa ta była największą klęską chrześcijan w walce z muzułmanami w Ziemi Świętej. Pojmano większość baronów Królestwa. Miasta i zamki, które wystawiły oddziały biorące udział w bitwie, po ich stracie stały się łatwym celem dla Saladyna.
Wkrótce po tym zwycięstwie Saladyn zdobył Jerozolimę i większość miast Królestwa Jerozolimskiego. Klęska pod Hattin przekreśliła idee krucjat w ogóle, a wielu chrześcijan uznało to za znak, że Bóg się od nich odwrócił.

## Bitwa w kulturze masowej
- w książce „Templariusz z Jeruzalem” autorzy Pierre Barret i Jean-Noel Guargant rzetelnie i obrazowo opisują bitwę pod Hittinem. Jako że jeden był historykiem a drugi dziennikarzem przed napisaniem książki przesondowali wszelkie dostępne dokumenty oraz odwiedzili osobiście miejsca opisywanych zdarzeń.
- do wydarzenia pośrednio nawiązuje film Królestwo niebieskie Ridleya Scotta. Bitwy nie ukazano, jedynie wymarsz krzyżowców na Tyberiadę, marsz pustynny oraz śmierć Renalda, w filmie w bitwie nie biorą udziału ani Balian, ani Rajmund.
- w  grze komputerowej Medieval: Total War można rozegrać "bitwę pod Hattin".
- gra komputerowa Twierdza: Krzyżowiec zawiera etap bitwa na wzgórzu.
- gra komputerowa Age of Empires II: The Age of Kings zawiera etap Rogi Hittinu.
- jedną z dróg wspinaczkowych na Murze Wyklętych (Góra Zborów, Podlesice) nazwano „Hattin, Rzeź Templariuszy”; droga jest wyceniana na VI.4+.
- w książce Juana Eslavy Galána „Smocze Zęby” wspomina się o bitwie pod Rogami Hittin, jako o bitwie, w której zmieniło się wiele w walce o Ziemię Świętą. Po bitwie zmieniają się również znaczący bohaterowie powieści.
- do wydarzenia pośrednio nawiązuje film Templariusze. Miłość i krew
- w 2008 roku niemiecki zespół heavymetalowy Crystallion nagrał płytę poświęconą wyprawom krzyżowym zatytułowaną Hattin.